# Az óriáskalmár különös esete
Az óriáskalmár különös esete (eredeti cím: Lo strano caso del caramarone gigante) az olasz Geronimo Stilton ifjúsági könyve. Olaszországban 2015. február 12-én jelent meg az Edizioni Piemme forgalmazásában. Magyarországon az Kolibri Kiadó adta ki 2019 június 7-én.

## Ismertető
Thalassius, a tenger mélyén élő gonosz pocok megtámadta Rágcsáliát. Hatalmas tarisznyarákokból álló hadserege mellett egy kék színű óriáskalmárt is bevetett ellenünk. Ezer mozzarella, ki menti meg a városunkat?

## Szereplők

### Főszereplők
- Geronimo Stilton – Értelmiségi egér, a Rágcsáló Hírek főszerkesztője
- Mindenbebele Cincogó – Geronimo óvodáskori barátja, híres nyomozó, aki szereti mindenbe beleütni az orrát
- Thalassius Thalassimachus  – A kék császár
- Cápius – A kék császár unkonaöccse
- Oktopusz – Óriáskalmár
- Benjamin Stilton – Kedves és szeretnivaló, ő Geronimo Stilton kisebbik unokaöccse

### Mellékszereplők
- Tengerész Teodor
- Szálljaszéllel Szeléna – Tengerész Teodor felesége
- Nagyérdemű Elemér – Rágcsália polgármestere
- Lippa néni
- Világjáró Vilmos – Geronimo Stilton nagyapja
- Tea Stilton – Sportos és dinamikus a Rágcsáló Hírek különleges tudósítója
- Trappola Stilton – Igazi tréfamester, Geronimo Stilton unokaöccse
- Volt Amper Aurél – Zseniális feltaláló, aki különleges, sőt bizarr kísérleteket folytat
- Cincuska Celeszta – Cincogó nagymamája.Kedvenc időtöltése: borzalmas, sárga csőpulóverek kötögetése végtelen mennyiségben.
- Cincológus Célia – Cincogó unokanővére. Kutató a Rágcsáliai Egyetemen. Szakterülete a cincogástan.
- Cinnatlon Cippóra – Cincogó unokanővére. Bajnok diszkoszvetésben, rögbizésben, súlyemelésben és dzsúdóban.
- Cinnentő Cezarinna – Cincogó unokanővére. Folyamatosan füllent, de mivel nem túl jó a memóriája, mindig rajtakapják.
- Cinntorgó Cinna – Cincogó nénikéje. Folyamatosan telefonon pletykál ikernővérével, Cinkával.
- Cinntorgó Cinka – Cincogó nénikéje. Folyamatosan telefonon pletykál ikernővérével, Cinnával.
- Cinnszavú Cikra – Cincogó dédnagynénije. Különc személyiség, rajong az indián kultúráért.
- Cinsztéria Cinella –  Cincogó unokanővére. Nagyon sok teát iszik. A családi összejöveteleken előadott hisztirohamairól  híres.
- Cinngergő Cini – Cincogó unokahúga. Rettegnek tőle, mert vagy dobhártyaszaggatóan visít, vagy egérpapit köpköd.
- Cinnkosügynök Cecília – Cincogó húga. Folyamatosan titkos ügyekkel van elfoglalva (senki sem tudja, hol tartózkodik, mit csinál, és mindenekelőtt, hogy miért).
- Cinnriol Ciklámen – Cincogó unokanővére. Kiskorában arról álmodott, hogy recepciós lesz, de divatújságíróként dolgozik (pletykarovatának híreitől mindenki retteg).
- Cinnógató Cinnia –  Cincogó unokanővére. Fodrász. Mindig rövidre akarja nyírni Cincogó bajszát, ám ő mindig visszautasítja különféle kifogásokkal.
- Cinnadratta Celesztina – Cincogó mérhetetlenül gazdag és mérhetetlenül fösvény dédnagynénije. Azzal fenyegetőzik, hogy mindenkit kitagad az örökségéből.
- Cincogi Cili – Cincogó unokahúga. Szeretne Cincogó segédje lenni a nyomozásokban.

## Fejezetek a könyvben
- 1. fejezet: Halászlé reggelire 7
- 2. fejezet: Bekaptad a horgot, öcsisajt! 13
- 3. fejezet: Ne légy már ilyen punnyadt fanyalgócska! 17
- 4. fejezet: A kék rákok inváziója 19
- 5. fejezet: Már megint túlzásocskába esel! 21
- 6. fejezet: Csak a farkincámat ne! 27
- 7. fejezet: Adjátok meg magatokat, rágcsálók... 29
- 8. fejezet: ... vagy pórul jártok! 33
- 9. fejezet: Cunami 35
- 10. fejezet: Fenyegető kék csáp 40
- 11. fejezet: Aranyrudak, arany karkötők és aranyfogak 44
- 12. fejezet: Ezer tonna arany 46
- 13. fejezet: Én (majdnem) mindent tudok vezetni 50
- 14. fejezet: Bemutatom a Cincogó családot 55
- 15. fejezet: Tizenegyszer-harmincnégy méter mélyen 62
- 16. fejezet: A kék buborék rejtélye 64
- 17. fejezet: Fogd be az orrocskád, és nyomás! 67
- 18. fejezet: Kék 70
- 19. fejezet: Támadt egy ötletecském! 75
- 20. fejezet: Rohadtkagyló-turmix? 81
- 21. fejezet: Az álnok Kék Császár 85
- 22. fejezet: Kék riasztás 91
- 23. fejezet: Te most felvisíthatsz 92
- 24. fejezet: Banán és Kalmár 96
- 25. fejezet: Ugrás, barátocskám! 102
- 26. fejezet: A Mozzarellakeringő 106
- 27. fejezet: Egy csupa kék család 109
- 28. fejezet: Ezer angolna! 111
- 29. fejezet: Rózsásujjú Hajnal 114
- 30. fejezet: Sok év telt el azóta 117

Oldalak száma összesen: 128 oldal

## Eredeti változat
- Szöveg: Geronimo Stilton
- Szövegkoordináció: Certosina Kashmir
- Szerkesztőségi koordináció: Patrizia Puricelli
- Szerkesztő: Alessandra Rossi
- Művészeti vezető: Iacopo Bruno
- Borító: Andrea Da Rold (rajz) és Andrea Cavallini (színezés)
- Grafika: Andrea Cavallini / the WorldorfDOT
- Címnegyed és függelékek illusztrációi: Roberto Ronchi (rajz) és Ennio Bufi MAD5 (123. o.), Studio Parlapa és Andrea Cavallini (színezés)
- Térképek: Andrea Da Rold (rajz) és Andrea Cavallini (színezés)
- A történet illusztrációi: Valeria Turati
- Grafika: Topea Sha Sha és Bafshiro Toposawa
- Eredeti kiadás: 2015 Edizioni Piemme, Milanó

## Magyar változat
- Az óriáskalmár különös esete; ford. Dobosiné Rizmayer Rita; Kolibri, Bp., 2019 (Mulatságos történetek)
- Fordította: Dobosiné Rizmayer Rita
- Kiadja: a Kolibri Kiadó, Budapest, 2019
- Felelős kiadó: a Kolibri Kiadó ügyvezető igazgatója
- Felelős szerkesztő: Szabó Lea
- Szerkesztő: Balla Margit
- Olvasószerkesztő: Molnár Ildikó
- Műszaki szerkesztő: Rochlitz Vera
- Nyomdai előkészítés: Németh Zoltán (Partners Pécs Kft.)
- Készült: a Central Dabasi Nyomda Zrt.-ben
- Felelős vezető: Balizs Attila vezérigazgató